# Fugenji
Fugenji (普賢寺村, Fugenji-mura) est un ancien village de la préfecture de Kyoto, ayant existé jusqu'au 1er avril 1951, date de sa fusion avec le bourg de Tanabe et les villages d'Ōsumi, Kusaji et Miyamaki pour recréer le bourg de Tanabe. Il faisait partie du district de Tsuzuki.

## Toponymie
Le nom « Fugenji » (普賢寺) signifie « universel » (普), « sagesse » (賢) et « temple » (寺), et fait référenc à un temple du même nom qui y était situé. Le temple finit par disparaître dans les temps anciens. Le nom est mentionné dès 1441.

## Géographie

### Topographie et hydrographie
Avant la fusion, Fugenji occupait une superficie de 13,22 kilomètres carrés.

### Villes limitrophes

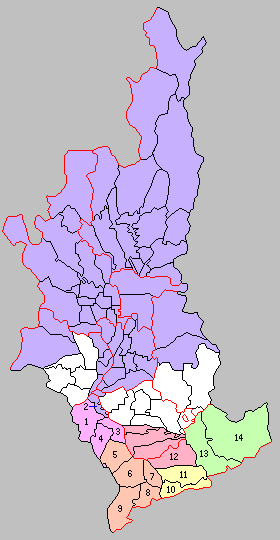
Localisation de Fugenji dans le sud de la préfecture de Kyoto (numéroté 9).

Entités territoriales limitrophes à la date de la fusion du 1er avril 1951,,,. À sa fondation le 1er juillet 1889, Fugenji est entouré à partir de l'ouest, dans le sens horaire, du village de Kitayamato (ja) (北倭村), dans le district d'Ikoma de la préfecture de Nara, du village de Himuro (ja) (氷室村), dans le district de Kitakawachi (ja) de la préfecture d'Osaka, les villages de Tanabe et de Miyamaki, du même district de Tsuzuki, et des villages de Komada (ja) (狛田村), Inada (ja) (稲田村) et Yamadashō (ja) (山田荘村), tous trois du district voisin de Sōraku,,. Le 1er octobre 1931, Komada, Inada et le village de Hōsono (ja) (祝園村) fusionnent pour créer le village de Kawanishi (ja) (川西村). Le 15 novembre 1940, Himuro fusionne avec le village de Tsuda (ja) (津田村) et le village de Sugawara (ja) (菅原村) pour former le bourg de Tsuda.

## Histoire
Anciennement, durant le Moyen Âge, existait le canton de Fugenji (普賢寺郷), qui regroupait dix villages, ceux de Takagi (高木村), Minamiyama (南山村), Degaito (出垣内村), Miyanokuchi (宮ノ口村), Tatara, Kami, Mizutori, Takafune, Uchita et Tennō, et dont le siège était situé au sanctuaire shinto du Shuchi-jinja (朱智神社), à Tennō.
Le village de Fugenji est créé le 1er avril 1889 par la fusion de ceux de Mizutori (水取村), Tatara (多々羅村), Kami (上村), Tennō (天王村), Takafune (高船村) et Uchita (打田村), qui dataient de l'époque d'Edo (1603-1868),. Konzaburō Okada (岡田 近三郎) en devient son premier maire. Après la création de Fugenji, seul le nom du village de Kami disparait, remplacé par celui de Fugenji, les autres étant retenus comme noms de quartiers. Le 1er avril 1951, Fugenji est fusionné aux villages d'Ōsumi (大住村), Kusaji (草内村) et Miyamaki (三山木村), ainsi que le bourg de Tanabe pour former le nouveau bourg de Tanabe,. Les premières collaborations entre les villages avaient déjà été entérinées en 1947, après l'ouverture d'un collège commun pour les cinq municipalités lors de l'adoption du système éducatif moderne, et des ententes pour la fusion commencent alors en 1949.

## Éducation
On y trouve une école primaire, celle de Fugenji, qui possédait aussi une annexe dans l'ancien village d'Uchita jusqu'en 1974.

## Transports
L'autoroute Keinawa (en) passe dans le territoire de l'ancien Fugenji, mais n'avait pas encore été ouverte au moment de la fusion.

## Culture et patrimoine
On y trouve le temple Kan'non-ji (ja) (観音寺), qui abrite un trésor national du Japon, une statue de Kan'non à Onze Faces, qui proviendrait de l'éponyme Fugen-ji.